# Giacomo Savelli
Giacomo Savelli (Roma, 28 ottobre 1523 – Roma, 5 dicembre 1587) è stato un cardinale e vescovo italiano.

## Biografia
Appartenente alla nobile ed antica famiglia romana dei Savelli, che aveva già dato alla Chiesa tre papi e diversi cardinali, studiò legge a Padova. I suoi genitori erano Giambattista Savelli e Costanza Bentivoglio.
Grazie a papa Paolo III Farnese, cugino di sua madre, venne ammesso alla Corte pontificia e fu protonotario apostolico: nel concistoro del 19 dicembre 1539 venne creato cardinale diacono di Santa Lucia in Silice (passò poi alle diaconie dei Santi Cosma e Damiano, di San Nicola in Carcere e di Santa Maria in Cosmedin; promosso al rango di cardinale presbitero, ebbe il titolo di Santa Maria in Trastevere e nel 1577 venne nominato cardinale vescovo di Sabina, Frascati e Porto).
Fu amministratore apostolico delle diocesi di Nicastro (1540 - 1554), Teramo (1545 - 1546), Gubbio (1555 - 1556) e Benevento (1560 - 1574): dal 1560 fu vicario della diocesi di Roma, titolo che mantenne sino alla morte.
Con i cardinali Federico Cesi e Giovanni Girolamo Morone, nel 1561 venne chiamato a far parte di una commissione incaricata di occuparsi dell'assistenza ai poveri ed ai girovaghi di Roma.
Morto nel 1587, venne sepolto nella chiesa del Gesù.

## Successione apostolica
La successione apostolica è:
- Vescovo Alfonso Maria Binarini (1572)

## Ascendenza
|                                                    |                                             |                                               | Genitori                                                |  |  | Nonni |  |  | Bisnonni                                 |  |  | Trisnonni                              |  |
|                                                    |                                             |                                               |                                                         |  |  |       |  |  | Mariano Savelli, IV signore di Palombara |  |  | Cola Savelli, III signore di Palombara |  |
|                                                    |                                             |                                               |                                                         |  |  |       |  |  | Mariano Savelli, IV signore di Palombara |  |  | Cola Savelli, III signore di Palombara |  |
|                                                    |                                             | …                                             |                                                         |  |  |       |  |  | Mariano Savelli, IV signore di Palombara |  |  |                                        |  |
| Giacomo Savelli, V signore di Palombara            |                                             |                                               |                                                         |  |  |       |  |  | Mariano Savelli, IV signore di Palombara |  |  |                                        |  |
|                                                    |                                             | Servanzia del Balzo                           | …                                                       |  |  |       |  |  |                                          |  |  |                                        |  |
|                                                    |                                             | Servanzia del Balzo                           | …                                                       |  |  |       |  |  |                                          |  |  |                                        |  |
|                                                    |                                             | Servanzia del Balzo                           | …                                                       |  |  |       |  |  |                                          |  |  |                                        |  |
| Giovanni Battista Savelli, VI signore di Palombara |                                             | Servanzia del Balzo                           |                                                         |  |  |       |  |  |                                          |  |  |                                        |  |
|                                                    |                                             | Ranuccio Farnese, signore di Canino e Gradoli | Gabriele Francesco Farnese, signore di Ischia di Castro |  |  |       |  |  |                                          |  |  |                                        |  |
|                                                    |                                             | Ranuccio Farnese, signore di Canino e Gradoli | Gabriele Francesco Farnese, signore di Ischia di Castro |  |  |       |  |  |                                          |  |  |                                        |  |
|                                                    |                                             | Ranuccio Farnese, signore di Canino e Gradoli | Isabella Orsini di Pitigliano                           |  |  |       |  |  |                                          |  |  |                                        |  |
| Camilla Farnese                                    |                                             | Ranuccio Farnese, signore di Canino e Gradoli |                                                         |  |  |       |  |  |                                          |  |  |                                        |  |
|                                                    |                                             | Ippolita Pallavicino                          | Federico Pallavicino, marchese di Tabiano               |  |  |       |  |  |                                          |  |  |                                        |  |
|                                                    |                                             | Ippolita Pallavicino                          | Federico Pallavicino, marchese di Tabiano               |  |  |       |  |  |                                          |  |  |                                        |  |
|                                                    |                                             | Ippolita Pallavicino                          | …                                                       |  |  |       |  |  |                                          |  |  |                                        |  |
| Giacomo Savelli                                    |                                             | Ippolita Pallavicino                          |                                                         |  |  |       |  |  |                                          |  |  |                                        |  |
|                                                    | Giovanni II Bentivoglio, signore di Bologna | Annibale I Bentivoglio, signore di Bologna    |                                                         |  |  |       |  |  |                                          |  |  |                                        |  |
|                                                    | Giovanni II Bentivoglio, signore di Bologna | Annibale I Bentivoglio, signore di Bologna    |                                                         |  |  |       |  |  |                                          |  |  |                                        |  |
|                                                    | Giovanni II Bentivoglio, signore di Bologna | Donnina Visconti                              |                                                         |  |  |       |  |  |                                          |  |  |                                        |  |
| Ermes Bentivoglio                                  | Giovanni II Bentivoglio, signore di Bologna |                                               |                                                         |  |  |       |  |  |                                          |  |  |                                        |  |
|                                                    |                                             | Ginevra Sforza                                | Alessandro Sforza, signore di Pesaro                    |  |  |       |  |  |                                          |  |  |                                        |  |
|                                                    |                                             | Ginevra Sforza                                | Alessandro Sforza, signore di Pesaro                    |  |  |       |  |  |                                          |  |  |                                        |  |
|                                                    |                                             | Ginevra Sforza                                | …                                                       |  |  |       |  |  |                                          |  |  |                                        |  |
| Costanza Bentivoglio                               |                                             | Ginevra Sforza                                |                                                         |  |  |       |  |  |                                          |  |  |                                        |  |
|                                                    |                                             | Giulio Orsini di Monterotondo                 | Lorenzo Orsini, co-signore di Monterotondo              |  |  |       |  |  |                                          |  |  |                                        |  |
|                                                    |                                             | Giulio Orsini di Monterotondo                 | Lorenzo Orsini, co-signore di Monterotondo              |  |  |       |  |  |                                          |  |  |                                        |  |
|                                                    |                                             | Giulio Orsini di Monterotondo                 | Clarice Orsini di Bracciano                             |  |  |       |  |  |                                          |  |  |                                        |  |
| Jacopa Orsini di Monterotondo                      |                                             | Giulio Orsini di Monterotondo                 |                                                         |  |  |       |  |  |                                          |  |  |                                        |  |
|                                                    |                                             | Margherita Conti                              | …                                                       |  |  |       |  |  |                                          |  |  |                                        |  |
|                                                    |                                             | Margherita Conti                              | …                                                       |  |  |       |  |  |                                          |  |  |                                        |  |
|                                                    |                                             | Margherita Conti                              | …                                                       |  |  |       |  |  |                                          |  |  |                                        |  |
|                                                    |                                             | Margherita Conti                              |                                                         |  |  |       |  |  |                                          |  |  |                                        |  |